# Grime
Grime (englisch für „Schmutz“) bezeichnet einen aus Großbritannien stammenden Musikstil, der seine Wurzeln in der elektronischen Musik hat, insbesondere dem 2 Step, Jungle, und UK Garage und beeinflusst von Dancehall, Hip-Hop und Ragga. Produziert werden Grime-Beats in der Regel im Bereich von 138 bis 144,5 BPM. Als Begründer des Grime gilt Wiley, der deswegen auch „Godfather of Grime“ genannt wird.

## Geschichte
Entstanden ist Grime zwischen 2002 und 2004 im Londoner Eastend. Die Richtung ist durch ihren rohen, aggressiven, bisweilen düsteren Sound gekennzeichnet, mit Einflüssen aus Drum and Bass, Dubstep, Dancehall und US-Hip-Hop. Außerdem sind starke rhythmische und szenische Parallelen zum Dubstep erkennbar. Besonders geprägt wurde Grime von zwei Mitgliedern der Roll Deep Crew, nämlich Wiley, dessen Single Wot Do U Call It? 2004 ein großer Club-Hit war, und Dizzee Rascal, dessen erstes Album Boy in da Corner 2003 mit dem Mercury Music Prize ausgezeichnet wurde. Wileys sogenannte Eskybeats prägten auch danach noch viele Grimeinstrumentals.
Das waren die Anfänge des Grimes; über die Jahre kamen andere bekannte Interpreten wie Lethal Bizzle, Kano, Chipmunk (auch Chip genannt), Jme und Skepta hinzu. Die beiden zuletzt genannten gründeten wenig später mit Wiley die bekannte Grimecrew BoyBetterKnow, kurz BBK, die 2017 in der o2 Arena in London auftraten. Durch erste Songs erlangten diese und damit auch der Grime schnell Bekanntheit. Auch durch diese Bekanntheit kamen über die Jahre neue Grime-Größen wie Bugzy Malone, Stormzy, P Money, Tempa T, Krept and Konan und viele weitere dazu. Mit der Zeit wurde Grime immer populärer und ist mittlerweile ein in England sehr bekannter Musikstil, der weltweit auch immer mehr Aufmerksamkeit erhält.

## Bedeutende Interpreten
- Bugzy Malone
- Devlin
- Dizzee Rascal
- Dot Rotten
- Jme
- Kano
- Lady Leshurr
- Lethal Bizzle
- Lowkey[4][5]
- Shystie
- Skepta
- Stormzy
- Telly Tellz
- Tinchy Stryder
- Tinie Tempah
- Wiley
- Wretch 32

Darüber hinaus verbinden einige Künstler Grime mit anderen Genres. Die englische Band Hacktivist verbindet Grime mit Metal, während die ebenfalls aus England stammenden Bands Bob Vylan und Nova Twins Grime mit Punk und Indie-Rock bzw. Punk und Nu Metal verbinden.

## Musikbeispiele
- Wiley – Wot Do U Call It? (Bekanntester Grime-Track aus den Anfängen)
- Crazy Titch – Sing Along
- Lethal Bizzle – Pow (Grime-Hymne 2004)
- Lethal Bizzle – Pow 2011 (Neuauflage mit Parts von Anderen Grime Artisten u. a. Jme)
- Dizzee Rascal – Jus’ a Rascal
- Lowkey – Who Said I Can’t Do Grime
- Skepta – That's Not Me (ft. Jme)
- Tempa T – Next Hype
- Kano – 3 Wheels Up
- Skepta – Shutdown
- Bugzy Malone – Wasteman
- Stormzy – Shut Up

## Trivia
Als älteste aktive Vertreter gelten die Senioren des britischen Duos Pete & Bas, die als Mittsiebziger durch Enkelin und jugendliche Nachbarn zum Genre gebracht wurden.